# Triphosa thierrymiegi
Triphosa thierrymiegi là một loài bướm đêm trong họ Geometridae.